# 広西民族大学
広西民族大学（こうせいみんぞくだいがく, 中国語：Guangxi  Minzu Daxue, 英文名称：Guangxi  University for Nationalities）は中華人民共和国広西チワン族自治区南寧市に所在する重点大学である。

## 概要
広西民族大学は20学院を有する。2010年の在校学生1万7,906人余り、内本科生（学部学生）1万3,133人、專科生1,662人、預科生1,116人、在職学生181人、研究生（大学院生）1,117人、留学生697人、教職員717人を有する。

## 沿革
- 1952年　中央民族学院（後に中央民族大学）の広西分院として創立
- 1953年　広西省民族学院と改称
- 1958年　広西民族学院と改称
- 2006年　広西民族大学と改称

## 特色
広西民族大学は中国でも数少ない非主流言語教育の重点大学である。つまり英語など主流言語ではない言語の教育を強化している。具体的には東南アジア諸国のもので、タイ語、ベトナム語、ラオス語、カンボジア語、インドネシア語、ミャンマー語のコースが外国語学部に開設されている。最初に中国語を学び、入学試験を受けて本科生として東南アジアの言語を学ぶことができる貴重な大学といえる。
最大特色はいうまでもなく民族大学であること。この大学の学生の60％は少数民族である。彼らと交流することで少数民族の言葉や文化、風習などを学ぶことができる。南方の少数民族に興味がある留学希望者には絶好の環境だろう。 